# Municipio de Homestead (Míchigan)
El municipio de Homestead (en inglés: Homestead Township) es un municipio ubicado en el condado de Benzie en el estado estadounidense de Míchigan. En el año 2010 tenía una población de 2357 habitantes y una densidad poblacional de 30,05 personas por km².

## Geografía
El municipio de Homestead se encuentra ubicado en las coordenadas 44°38′45″N 85°58′57″O / 44.64583, -85.98250. Según la Oficina del Censo de los Estados Unidos, el municipio tiene una superficie total de 78.44 km², de la cual 78,18 km² corresponden a tierra firme y (0,33 %) 0,26 km² es agua.

## Demografía
Según el censo de 2010, había 2357 personas residiendo en el municipio de Homestead. La densidad de población era de 30,05 hab./km². De los 2357 habitantes, el municipio de Homestead estaba compuesto por el 95,38 % blancos, el 0,81 % eran afroamericanos, el 1,4 % eran amerindios, el 0,13 % eran asiáticos, el 0,25 % eran de otras razas y el 2,04 % eran de una mezcla de razas. Del total de la población el 1,44 % eran hispanos o latinos de cualquier raza.